# Pitesamiska

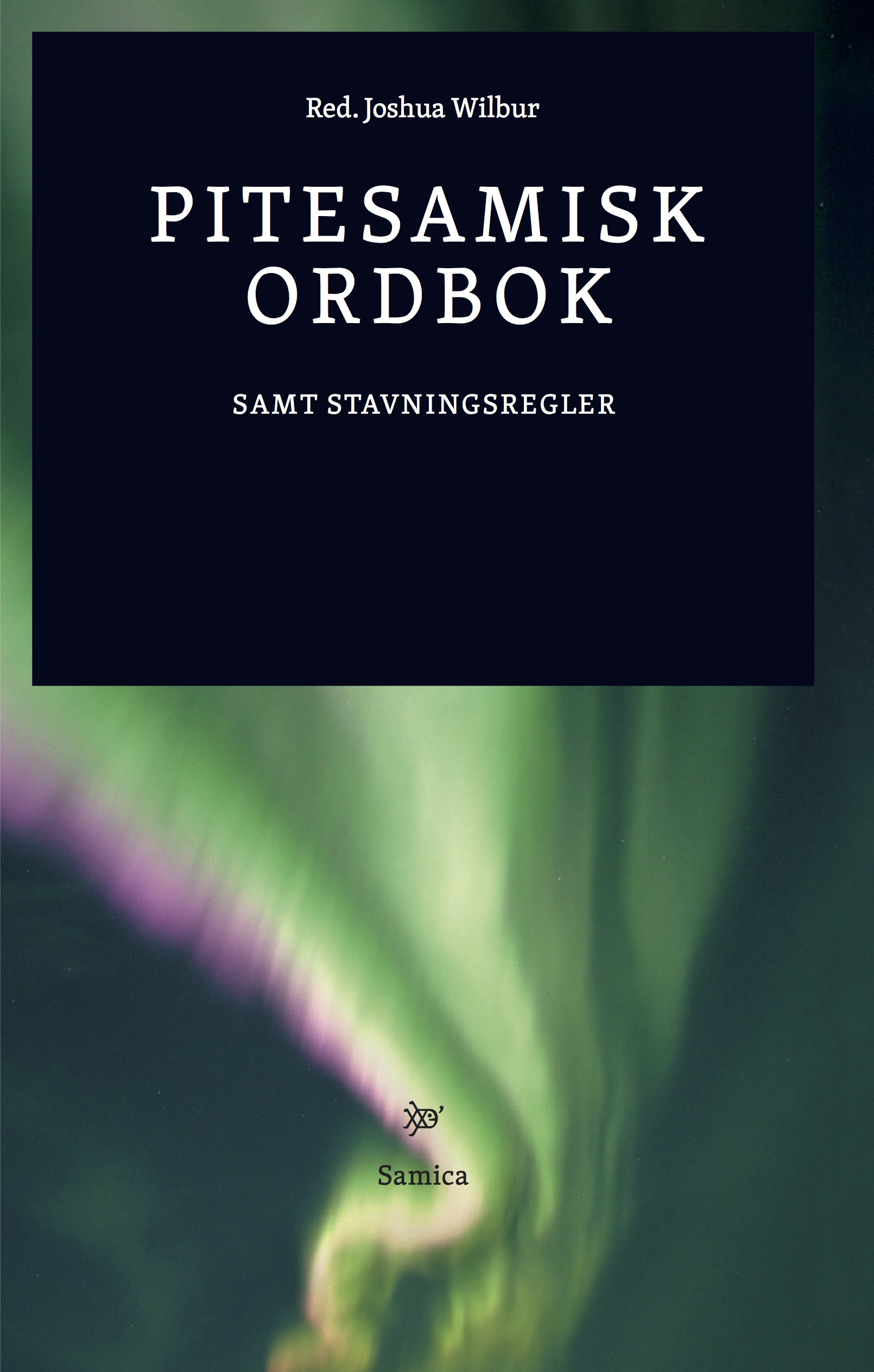
Pitesamisk-svensk ordbok från 2016

Pitesamiska eller arjeplogssamiska (inhemskt namn: bidumsámegiella) är en västsamisk varietet av samiska. Språket finns med i Unescos lista över världens utrotningshotade språk och har haft ett officiellt skriftspråk sedan 2019. Språkets nära släktspråk är bland annat nordsamiska och lulesamiska. Antal talare är omkring 30–40.
Pitesamiska talas, eller har talats, i Arjeplogs kommun väster om Arjeplog, inklusive delar av Piteälvens, Skellefteälvens och Laisälvens dalgångar, upp mot den norska gränsen samt i angränsande områden i Sør-Salten i Norge. Det uppskattas att det finns ett trettiotal talare av pitesamiska. Detta talas inte längre på den norska sidan av gränsen.

## Fonologi

### Vokaler
|              | Främre | Bakre |
| ------------ | ------ | ----- |
| Sluten       | i      | u     |
| Mellansluten | e      | o     |
| Mellanöppen  | ɛ      | ɔ     |
| Öppen        | a      |       |

Ytterligare finns det en diftong: [ua].
Källa:

### Konsonanter
|             |             | Bilabial | Labiodental | Alveolar | Postalveolar | Palatal | Velar | Glottal |
| ----------- | ----------- | -------- | ----------- | -------- | ------------ | ------- | ----- | ------- |
| Klusil      | Oasp.       | p        |             | t        |              |         | k     |         |
| Klusil      | Asp.        | pʰ       |             | tʰ       |              |         | kʰ    |         |
| Klusil      | Preasp.     | ʰp       |             | ʰt       |              |         | ʰk    |         |
| Affrikat    | Oasp.       |          |             | ts       | ʧ            |         |       |         |
| Affrikat    | Asp.        |          |             | tsʰ      | ʧʰ           |         |       |         |
| Affrikat    | Preasp.     |          |             | ʰts      | ʰʧ           |         |       |         |
| Frikativ    | Frikativ    |          | f \| v      | s        | ʃ            |         |       | h       |
| Nasal       | Nasal       | m        |             | n        |              | ɲ       | ŋ     |         |
| Tremulant   | Tremulant   |          |             | r        |              |         |       |         |
| Approximant | Approximant |          |             | l        |              | j       |       |         |

Källa:

## Status och revitalisering
Det pitesamiska kulturcentret Duoddara Ráffe i Beiarn arbetar dock för att revitalisera språket. Israel Ruong, professor i samiska med pitesamiska som modersmål, hävdade på 1940-talet att den mest genuina form av pitesamiska talades i Luokta-Mávas sameby.
Även Arjeplogs sameförening arbetar med detta och samlade i december 2008 in pitesamiska ord, uttryck och grammatiska former från äldre pitesamiska  modersmålstalande, vilket utgjort underlag för Duoddara Ráffes pitesamiska ordboksprojekt. I projektet Från kust till kust vid Universitetet i Tromsø har flera forskare dokumenterat samisk kultur och språk i det pitesamiska området. 
I projektet Syntactic patterns in Pite Saami: A corpus-based exploration of 130 years of variation and change kommer Joshua Wilbur, språkforskare vid Freiburg universitet, att: "...skapa korpusbaserade beskrivningar av syntaktiska mönster i pitesamiska". Projektet syftar till att:
- beskriva belagda syntaktiska mönster i form av en monografi.
- grundligt annotera digital talspråkskorpus som omfattar texter från mer än ett århundrade, och som kommer att vara tillgänglig för ytterligare forskning.
- skapa en modell för användning av språktekniska verktyg för att automatiskt annotera en talspråkskorpus för ett hotat språk.

### Tryckta verk
- Valijärvi, Riitta-Liisa; Wilbur, Joshua. ”The past, present and future of the Pite Saami language: Sociological factors and revitalization efforts” (på engelska). Nordic Journal of Linguistics:  sid. 295–329. nr 34 – 2011.